# Acragas erythraeus
Acragas erythraeus är en spindelartart som beskrevs av Eugène Simon 1900. 
Acragas erythraeus ingår i släktet Acragas och familjen hoppspindlar. Inga underarter finns listade i Catalogue of Life.